# 22 Pushup Challenge

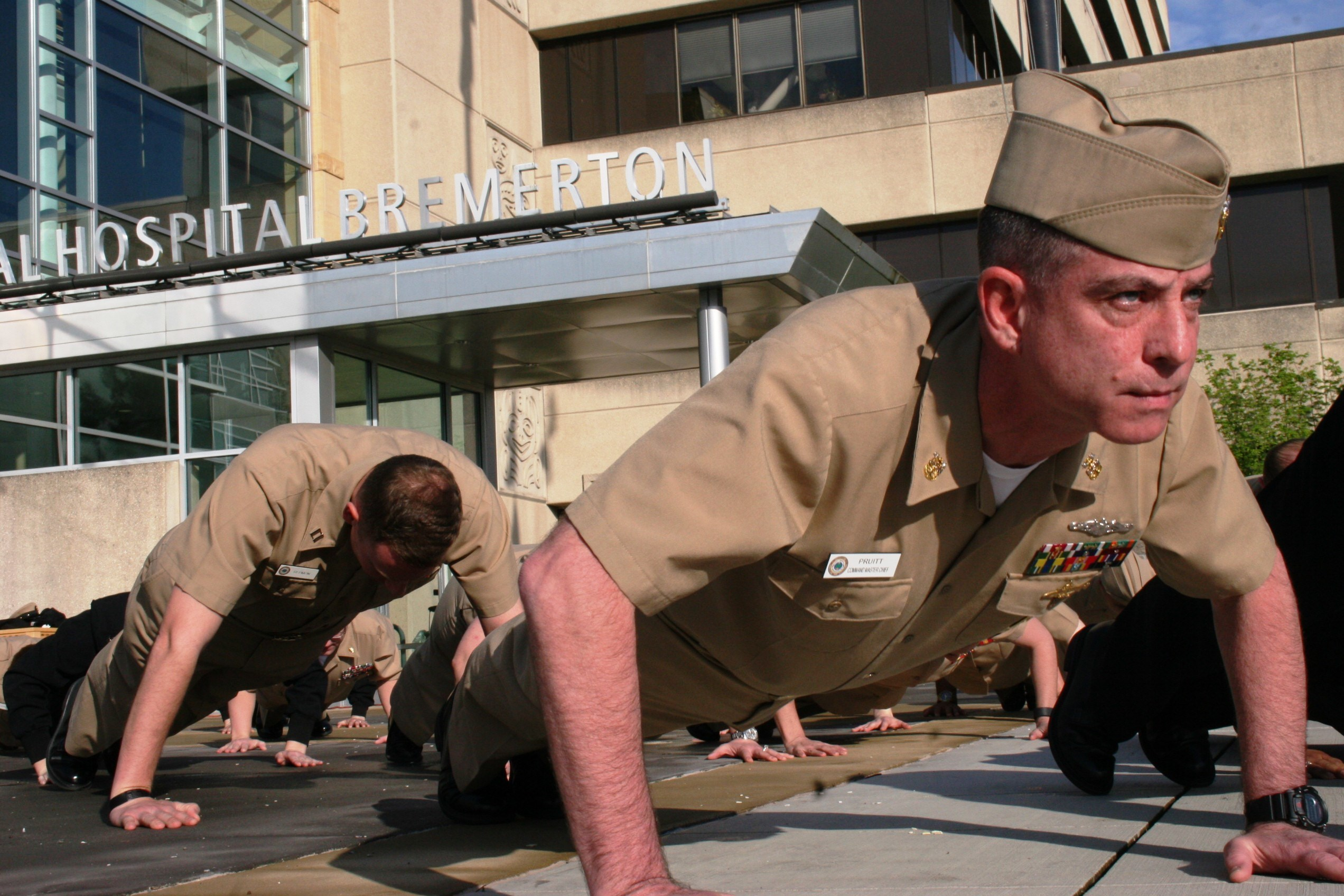
Віджимається командування шпиталю ВМС США

22 Pushup Challenge — флешмоб, започаткований 2016 року в США, який став значно відомим в різних країнах світу, в тому числі в Україні. Має за мету підтримати учасників бойових дій з посттравматичним синдромом, підтримку воїнів та загартування тіла. Учасники флешмобу протягом 22 днів віджимаються від підлоги 22 рази перед відеокамерою і передають естафету далі.

## Виникнення та мета
Сучасну назву флешмоб отримав після оприлюднення звіту департаменту у справах ветеранів в США в липні 2016 про самогубства серед ветеранів США за 2014 рік. З'ясувалося, що близько 22 ветеранів щодня накладають на себе руки. Пізніше цю цифру уточнили і знизили до 20 (7403 ветерани армії США покінчили життя самогубством у 2014 році). Для попередження самогубств серед ветеранів був започаткований рух #22Kill, на сайті якого можна пожертвувати 22 $ на допомогу ветеранам, а також ведеться рахунок віджимань.
В Україні на початку 2017 року естафета набула масового характеру і до неї долучились представники вищого політичного керівництва та військового командування держави. Акція проходить на підтримку ветеранів, що повернулись із зони проведення АТО.
Участь у флешмобі передбачає віджимання на камеру та адресну передачу естафети іншим учасникам.

## Учасники в Україні

### В українському політикумі
27 січня 2017 року у флешмобі взяв участь Секретар РНБО України Олександр Турчинов і поширив відео на своєму YouTube-каналі.

### В українському війську
На початку 2017 року у флешмобі взяли участь Начальник Генерального штабу ЗС України генерал-армії Віктор Муженко, командувач ВМС віцеадмірал Ігор Воронченко, командувач ВДВ генерал-лейтенант Михайло Забродський разом із командуванням, 5 генералів Національної гвардії України (генерал-лейтенант Микола Балан, генерал-майор Ярослав Сподар, генерал-майор Олег Гарчу, генерал-майор Віктор Ганущак, генерал-майор Гусейн Вісханов), командування 79-ї ОАМБр, Оперативне командування «Захід».
У флешмобі взяли участь офіцери та курсанти Національної академії сухопутних військ (та понад 700 курсантів і офіцерів), Національної академії Державної прикордонної служби; курсанти та офіцери Національної академії Національної гвардії України (понад 400 військовослужбовців).

### В органах місцевої влади
З початку 2017 року у флешмобі взяли участь очільник Миколаївської ОДА Олексій Савченко та міське керівництво, управління патрульної поліції міста Хмельницький, очільник Київської ОДА Віталій Кличко тощо.

### В публічних установах
З початку 2017 року у флешмобі взяли участь директор та частина чоловічого складу телевізійних каналів ICTV та «Україна». Також долучились до флешмобу учні окремих українських шкіл.

### Загальні акції
5 лютого 2017 року на в'їзді до Чернігова відбувся загальний флешмоб 22PushUpChallenge, у якому взяли участь близько тисячі людей — військові, студенти та інші охочі. 19 лютого того ж року подібний флешмоб пройшов у Полтаві. Його учасниками стали більше сотні мешканців міста та області.

### Інші
9 лютого 2017 року акцію підтримали бійці 16-го мотопіхотного батальйону 58-ї бригади ЗСУ, які віджалися на рейках перед заблокованим потягом, приєднавшись до акції з блокування транспортного сполучення з ОРДЛО та передавши естафету співробітникам СБУ із закликом «зупини 22 барижні ешелони».